# 牡丹
牡丹（学名：Paeonia × suffruticosa）为芍药科芍药属的一種落叶小灌木，擁有非常巨大且多層的花朵，是起源于中国的一个杂交栽培种，高1～1.5米；二回三出复叶，小叶常3－5裂。初夏开白色、红色或紫色花，花单生大型，雌蕊生于肉质花盘上，密被细毛。常見於和中國文化有關之工藝品中，例如唐朝和清朝的女子頭飾、工筆畫、漢服紋樣等。

## 名稱
牡丹有许多别称，各有其起因与出处。
- 一曰“花王”，出自《本草纲目》：“群芳中以牡丹为第一，故世谓花王。”[1]
- 一曰“国色”，取其花色艳丽，冠绝群华之姿，出自李正封的《咏牡丹》，后来也借代指“美女”[2][3][4]。
- 一曰“富贵花”，取其富丽堂皇之态，故牡丹也是雍容华贵与繁华昌盛的象征[5]。
- 一曰“洛阳花”，出自《事物纪原》的记载，唐武则天冬游后苑，诏令百花齐放，唯有牡丹不从，被贬至洛阳，故牡丹亦有不畏权势的美名[6]。
- 一曰“木芍药”，乃因牡丹与芍药形似类同，古时两者合称为“芍药”，唐代以后始广传牡丹之名[1][7]。

其它别称有鼠姑、鹿韭、百两金、伊洛传芳、花后、贵客、雄红、白茸、谷雨花等，此外，牡丹花品繁多，各有其名目，古时，多以姓氏、产地或花色为名。這些名字都或冠以古代美女之名，或冠以天上仙女之名，或各种流溢荣华富贵之名來形容。

### 与芍药之区别
牡丹与芍药形似类同，因此在中国唐朝之前經常被世人混淆。古时，两者亦可合称为“芍药”，牡丹為“木芍藥”、芍藥為“火芍藥”。至唐代以后始有区分。牡丹是灌木，屬於木本植物，芍药是宿根草本，花型、叶片非常相似，牡丹于5月初开花，芍药花期要晚一些，这是它们主要区别。芍药原产于中国北部及西伯利亚一带，更耐寒。
在英语和其他欧洲语言中，牡丹和芍药其實是同一个词，並沒有科學上的區別。

## 種植历史

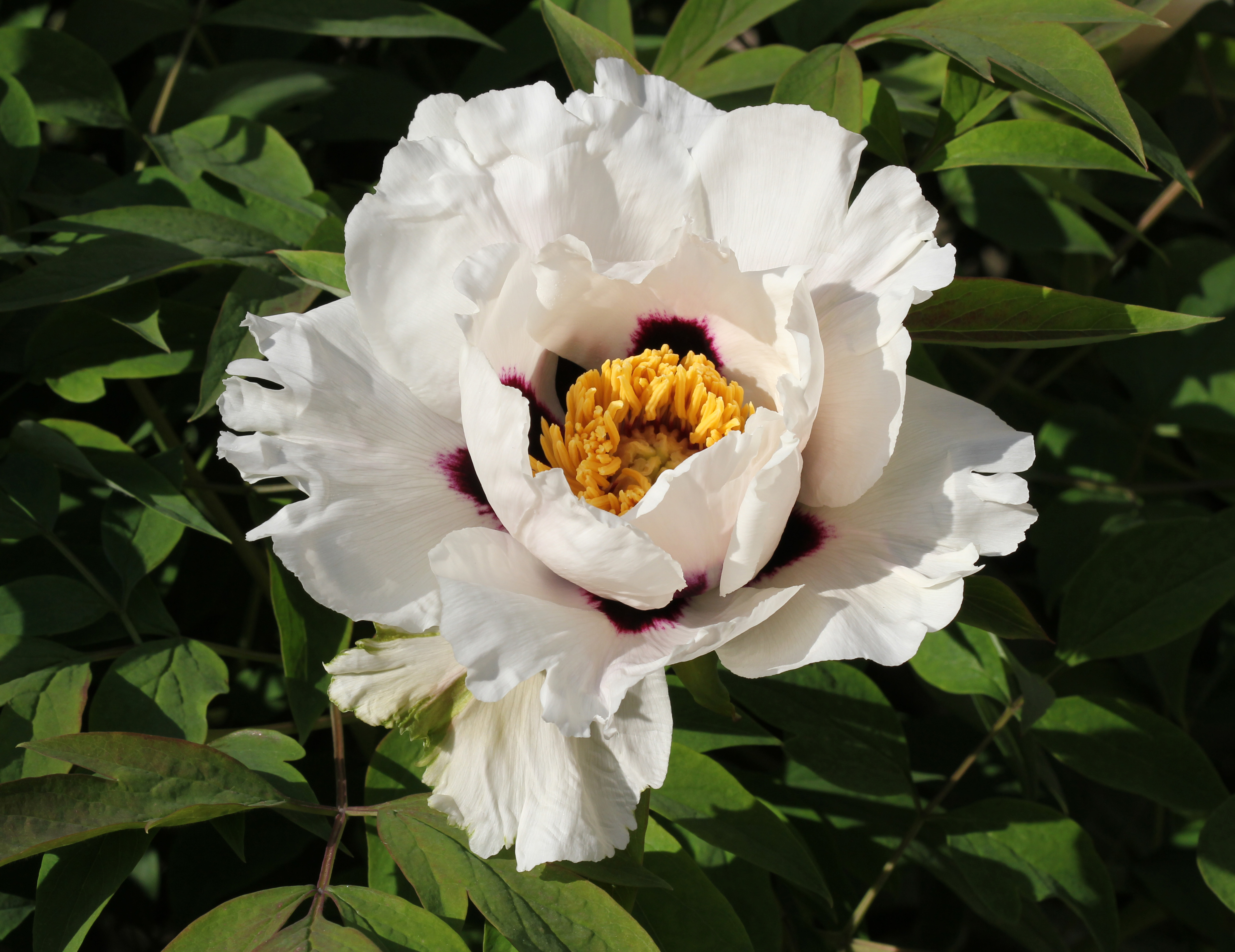
紫斑牡丹

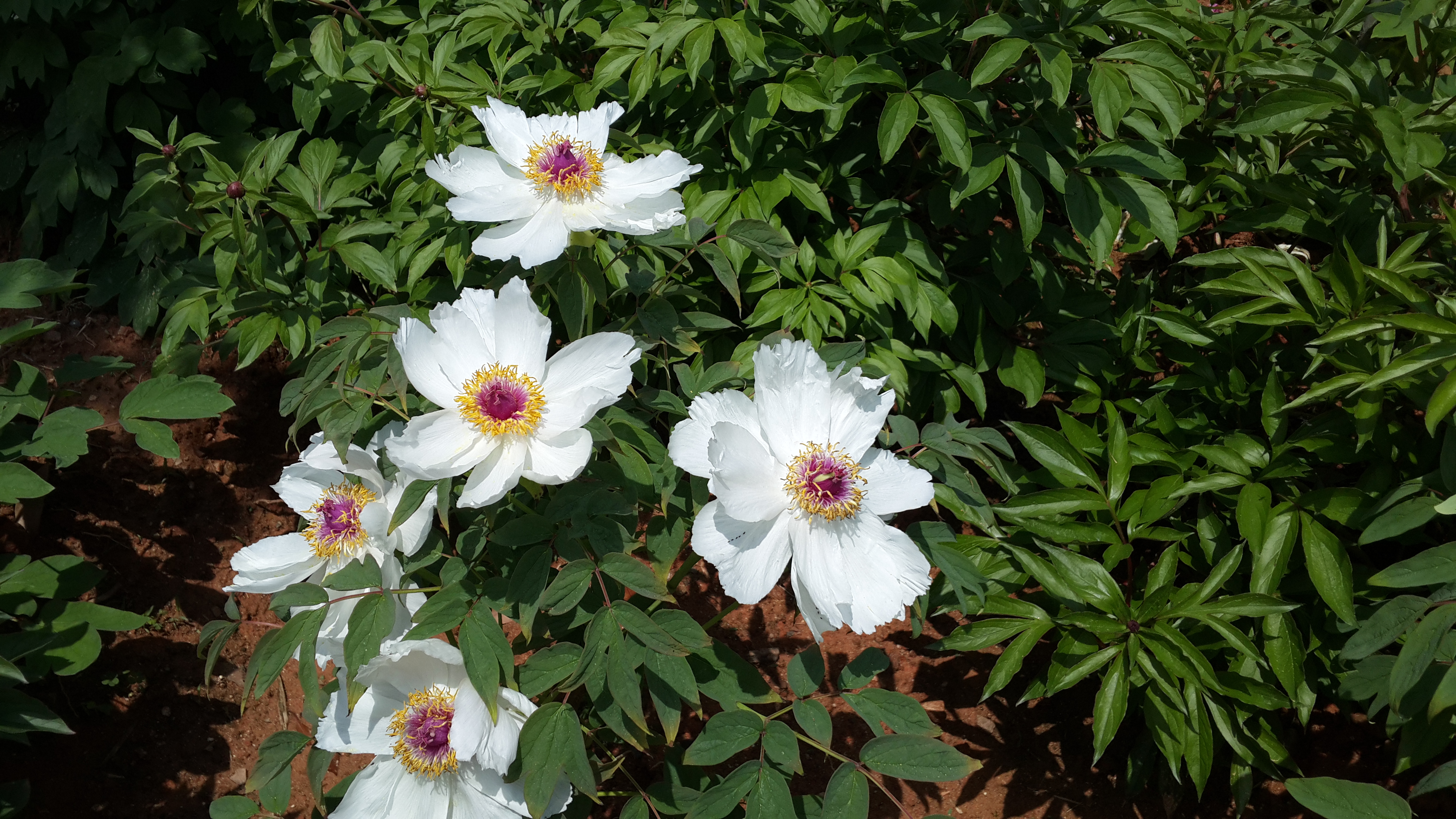
杨山牡丹

現今的牡丹為雜交品種，主要亲本为中原牡丹（Paeonia cathayana），其他亲本包括紫斑牡丹（Paeonia rockii）、圆裂牡丹（Paeonia rotundiloba）、卵叶牡丹（Paeonia qiui）、矮牡丹（Paeonia jishanensis）和杨山牡丹（Paeonia ostii）。
牡丹栽培的历史较晚，大约在汉代1932年的《柏乡县志》記載劉秀曾躲入弥陀寺的牡丹花间，避掉王莽大将王朗軍的追兵，劉秀稱帝後，遂賜名漢牡丹。但是直至隋朝並無牡丹花的相關記載，唐人推測是牡丹乃本朝才出現的花卉品種。但经过多年培育，短短數年至數十年間，初唐末期至中唐前期，牡丹（当时也叫“木芍药”）已被《神农本草经》誉为花王。唐代宫廷簪花侍女以头戴牡丹为美。据《镜花缘》中记载的传说，一次武则天因酒醉在冬天下诏令百花全部开放，没想到“时至众花多开，唯牡丹不从”，武则天一怒之下，将所有牡丹贬至洛阳，因此洛阳成为牡丹之乡，有“洛阳牡丹甲天下”之说。
最近还有另外一种说法，牡丹原指现在的紫金牛属植物百两金（Ardisia crispa）

## 种植

### 古代
《酉阳杂俎》亦記有春节催花：“常有不时之花，然皆藏土窑中，四周以火逼之，故隆冬时即有牡丹花”。培育出多色品种。现在世界各国种植的牡丹都是从中国引种的。

### 當今
河南洛阳和山东菏泽作为全国最大的两个牡丹栽培基地，每年大量的牡丹供应国内外市场。
在洛阳由于花卉市场兴旺，种植大量观赏花品种，路傍街邊有時亦採用牡丹為行道樹和花園植物。更於1983年起每年牡丹花开时节举行一次“中国洛阳牡丹文化节”，吸引各地遊人前來賞花，也借之帶動了周邊的更多文化旅遊項目的發展。產業方面，洛阳的中国国家牡丹园建於1985年，栽桿牡丹近400個品種，共20萬株。1992年被中國林業部命名為國家牡丹基因庫。因該園地處邙山，花期晚於市區。
菏泽的牡丹在現行的行政區劃訂立以前，是以「曹州牡丹」的名稱遠近聞名。菏澤的牡丹產業更加發達，規模更大，是本市的支柱產業之一；在該地牡丹花的培育已经不仅局限于观赏用途，同时作为药材在大田间广泛种植，每逢花期满地一片花海。其中曹州牡丹园建于1982年，面积1200亩，是世界最大的牡丹园。

## 文化

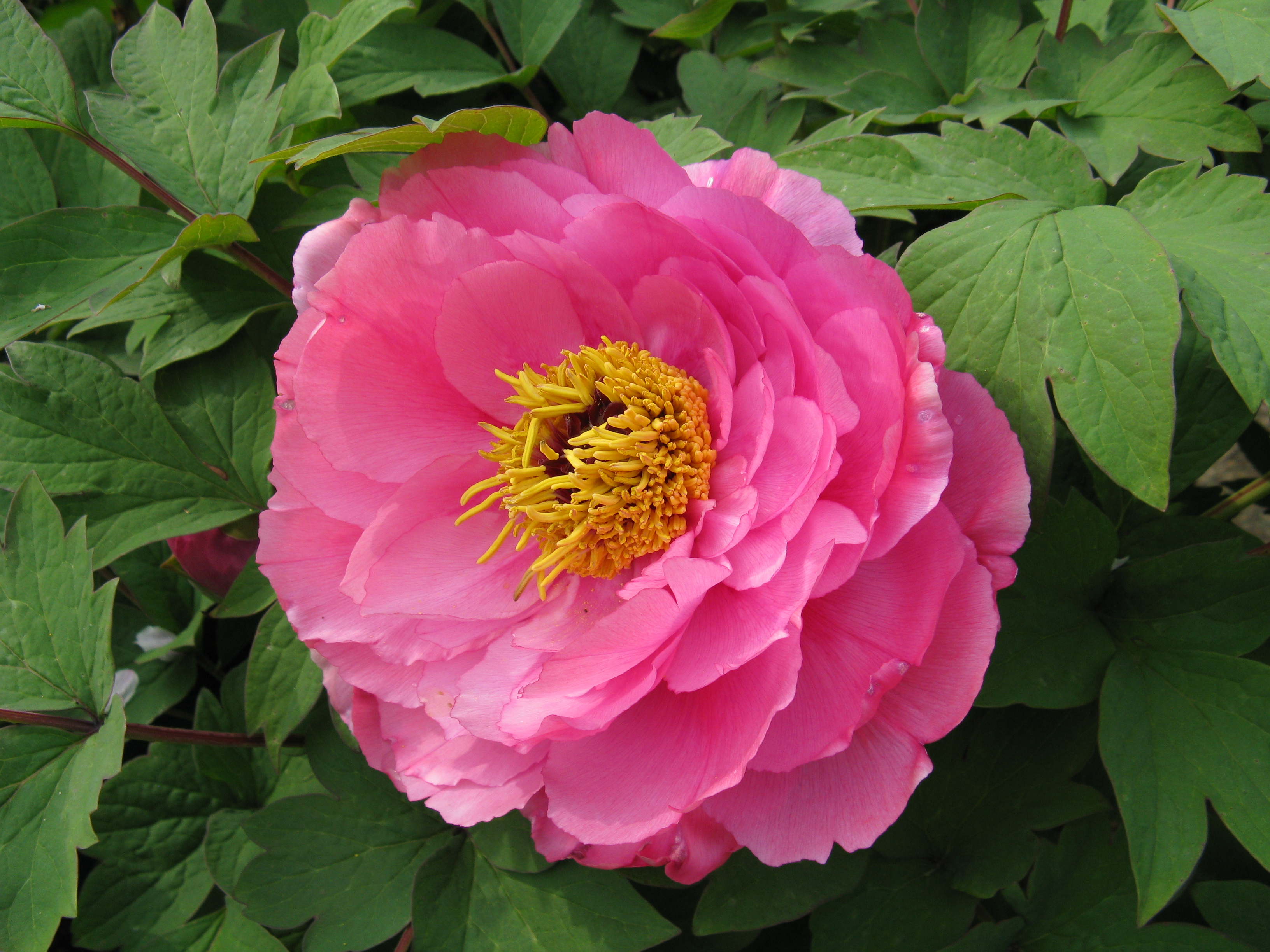
“掌花案”牡丹

牡丹在中国一直是最受重视的花王，等同于欧洲人心目中的花女王——玫瑰，周敦頤《愛蓮說》稱：“自李唐來，世人盛愛牡丹。”宋朝文学家欧阳修专门撰写《牡丹记》，以后又有许多人专门修定牡丹谱，记录各种品种。
清朝时曾将牡丹定为国花，中华民国定国花为梅花。中华人民共和国没有制定国花。1990年代中期，中华人民共和国全国花卉协会举行了一次国花评选，结论是牡丹为国花，兰、荷、菊、梅为四季花作为辅助。但这一结论只止于协会的公告，并未进入任何立法程序。所以，中华人民共和国至今仍没有法定的国花。2007年3月，62名中国科学院、中国工程院院士共同签名，希望能在三月全国两会时确定梅花、牡丹为中国双国花，但最终未能如愿。2019年7月15日中国花卉协会发布《征求牡丹为中国国花意见的通知》，并在其官网发布《投票：我心中的国花》，面向公众开放网络投票通道，征求社会对推荐牡丹为中国国花的意见。
日本人因为牡丹开花在一年中人最困乏的时期，因此将牡丹刻画在为纪念著名逝去人物的神社中，以保证他们美好的睡眠。类似于中国人使用荷花图案的场合。日本作家三岛由纪夫曾经写过一篇極短篇小说《牡丹》，讲述了一个在二战中屠杀中国人的日本將官種的牡丹。
牡丹在欧洲人心目中代表豪华，目前培植牡丹越来越普及。中國周敦頤的《愛蓮說》亦有道：「牡丹，花之富貴者也。」。
「牡丹花下死，做鬼也風流」裡的牡丹比喻美麗動人的女子，比喻為美女而犧牲喪命，也算是一件風流韻事，甘之如飴，出自清朝劉鶚所著《老殘遊記‧二編》第三回：「任三爺昨日親口對我說：『我真愛你，愛極了，倘若能成就咱倆人好事，我就破了家，我也情願；我就送了命，我也願意。古人說得好：牡丹花下死，做鬼也風流。只是不知你心裡有我沒有？』」
在中亚热带、北亚热带和暖温带地区的佛教寺庙中常种植牡丹用作花供。

### 洛阳牡丹

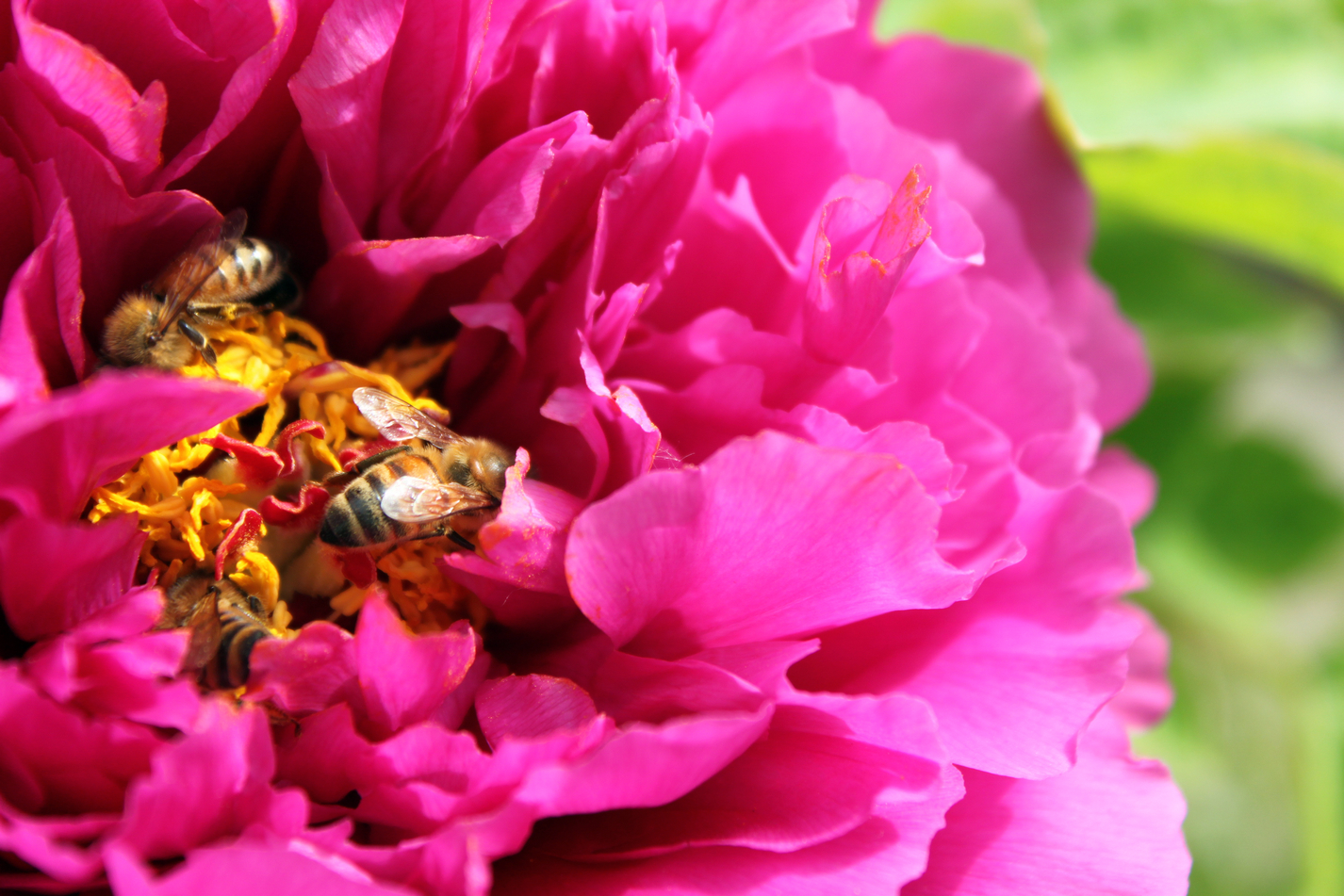
蜜蜂和牡丹

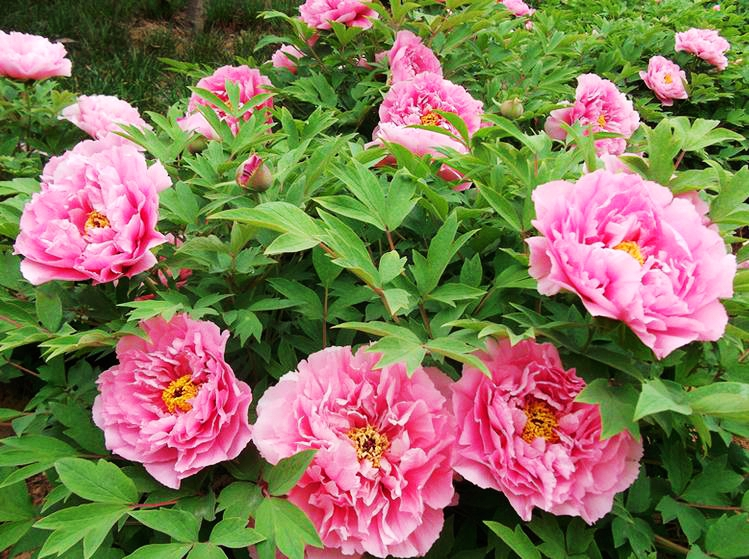
洛阳牡丹

洛阳牡丹指的是产自河南省洛阳市的牡丹，洛阳牡丹的栽培历史始于隋代，唐代是其鼎盛时期，至宋代有洛阳牡丹甲天下之说。与此同时，各代还涌现出一些描写洛阳牡丹的诗词、著作及绘画作品，如唐代诗人刘禹锡《赏牡丹》一诗“唯有牡丹真國色，花開時節動京城”将洛阳牡丹比喻为国中最漂亮的女子，宋代诗人欧阳修更撰写了中国历史上第一部牡丹专著《洛陽牡丹記》。

## 名株
芍药一般可以成活数年，牡丹可以成活30-60年。在曹州百花园现存明代白牡丹一株“玉翠荷花”，花粉色、荷花型，此花系明万历三十八年（1610）进士工部尚书何应瑞家花园培育。该株高丈余，冠5米。每年着花达400余朵。目前为中国牡丹中株型最大，株龄最古老的牡丹树之王。观赏者皆称“牡丹王”。该园有百年高龄牡丹百余多株，是中国最多的百年牡丹王群。河北省柏乡县北郝村有一个牡丹园，其中一棵高达数米的牡丹据说是汉朝的“汉牡丹”，可能是传说，但这棵牡丹起码已經活了有百年以上的历史。
湖南長沙王陵公園牡丹園中心近日有一棵高大的牡丹引來遊人注目，它高約3米，冠幅達5平方米，虯勁蒼老的枝上，綴着雍容華貴牡丹花。花朵白裏透紅，花徑約10厘米。走近一嗅，花朵散發沁人心脾的芳香。公園工程師楊曦坤介紹，這是一棵千年牡丹，中国全國還沒有發現過比它更高大的。
位于河南洛阳崔沟村的一代花王， 野生牡丹，毛茛科，芍药属，原产海拔1800米的河南嵩县白云山。1958年5月由宅院主人崔月奇移植于此，历经27年的人工养护和漫长的适应，于1985年4月首次开花。洛阳市花王大赛中荣获首届单株开花最多和单株造型最奇特牡丹称号。2017年4月入选中国教育电视台拍摄的《河南地理知识博览》植物篇．树高1.7米，树冠直径超过两米，今年开花数量多达800多朵。

## 延伸阅读
[在维基数据编辑]
 《欽定古今圖書集成·博物彙編·草木典·牡丹部》，出自陈梦雷《古今圖書集成》
 《植物名實圖考·牡丹》，出自吳其濬《植物名實圖考》